# John Gould Veitch

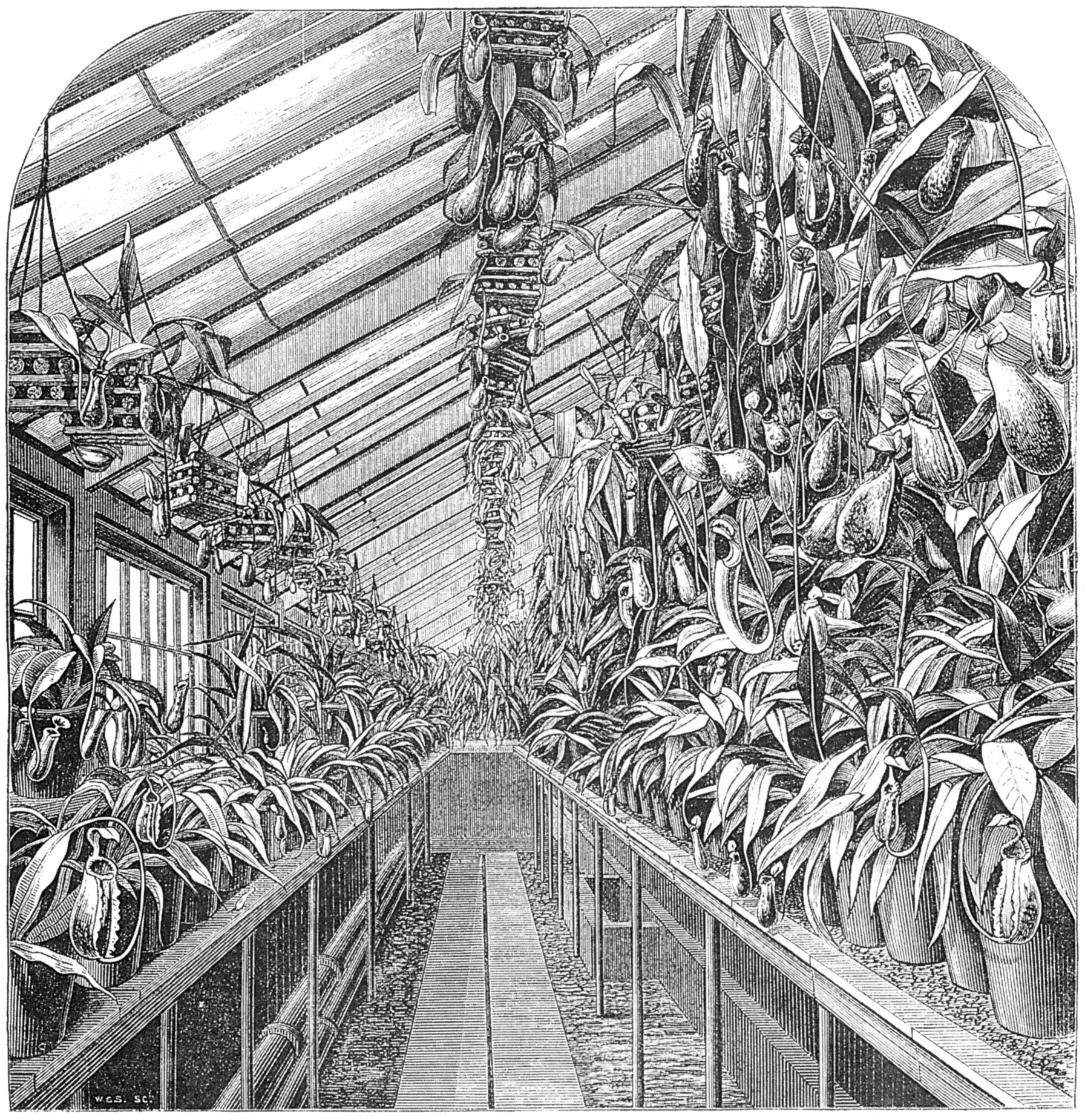
Ilustración de Gardeners' Chronicle, 1872, de la firma "Robert Veitch & Sons".

John Gould Veitch (Exeter, 17 de abril de 1839-Combe Wood, Surrey, 13 de agosto de 1870) fue un botánico, horticultor, y explorador inglés, bisnieto de John Veitch (1752–1839), un empresario escocés que fundó los "Viveros Veitch", en Inglaterra, en 1808, siendo su dinastía muy dominante en el comercio británico de plantas por más de un siglo. Luego la empresa se dividiría en 1863 en la firma de Exeter de "Robert Veitch & Sons". Esa fue la firma que John Gould Veitch heredó. Los Veitch tenían empleados que eran verdaderos cazadores de plantas exóticas, y que recolectaban exclusivamente para sus dueños. Cuidaban y programaban rigurosamente los destinos de colecta de especímenes. La firma fue capaz de tener siempre nuevas especies para saciar el apetito de la élite horticultural; John fue uno de los primeros recolectores de flora de Japón.

## Biografía
Con una carga completa embarcada y hundida, en Ceilán (hoy Sri Lanka), pierde todo, pero encuentra pasaje en otro velero, arribando a Nagasaki (por Hong Kong, Cantón, Shanghái. Fue el primer inglés en escalar el sagrado Monte Fuji. En Japón se encuentra con otro occidental, el botánico Robert Fortune, 27 años mayor, recolectando éste para la competencia. Ambos volverían a Londres en el mismo barco. Posteriormente se disputarían el descubrimiento de Chamaecyparis pisifera.
De Japón pasó a Filipinas, buscando orquídeas Phalaenopsis. Retornó a Londres en 1863.
En 1864 fue a Australia, arribando a Sídney en un viaje sin escalas de tres meses, en la HMS Slamander . Recorrió Brisbane, Somerset, Cabo York. Colectó palmas, orquídeas, y otras spp. tropicales. Volvería a Sídney en 1885, en esa ocasión en un crucero de cuatro meses por las islas de la Polinesia, donde traería valiosísimas plantas de vidriera, muy en voga: Acalypha, Cordyline, Codiaeum, Croton, Dracaena, y de Fiyi una palma de un nuevo género que se llamaría Veitchia joannis (Joannis es la forma latinizada para John.)
En 1866 se casa al retorno a Inglaterra, teniendo dos hijos, con salud muy quebrantada por tuberculosis, falleciendo en 1870, a los 31 años.

## Honores

### Eponimia
Su nombre es honrado por muchos epítetos de especies, y el género Veitchia de palmas.
- La abreviatura «Veitch» se emplea para indicar a John Gould Veitch como autoridad en la descripción y clasificación científica de los vegetales.[1]